# RAF Camora
RAF Camora o RAF 3.0, pseudonimo di Raphael Ragucci (Vevey, 4 giugno 1984), è un rapper austriaco di origini italo-svizzere.
Il suo terzo album in studio Hoch 2 pubblicato nel 2013 si è piazzato primo nella classifica tedesca. Il suo quinto disco Anthrazit, è stato certificato oro ed è arrivato in vetta alle classifiche austriaca e tedesca. Il sesto album Zenit si è classificato al primo posto belle classifiche svizzera tedesca e austriaca, dove in quest'ultima è stato certificato platino. Nel 2017, 2018 e 2019 si è esibito al Rock im Park.

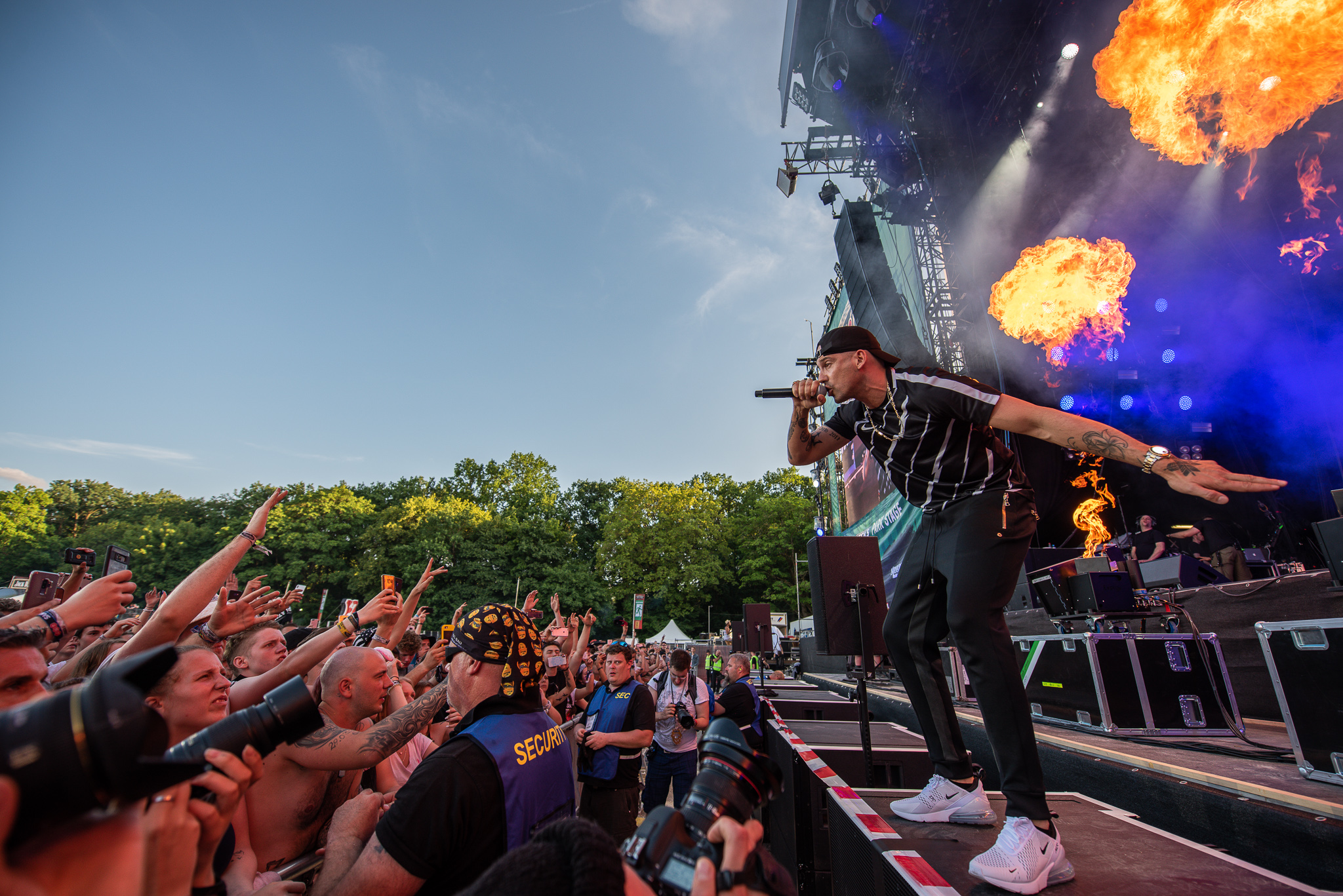
RAF Camora al Rock im Park 2018

## Discografia

### Album in studio
- 2009 - Nächster Stopp Zukunft
- 2012 - RAF 3.0
- 2013 - Hoch 2
- 2016 - Ghøst
- 2016 - Palmen aus Plastik (con Bonez MC)
- 2017 - Anthrazit
- 2018 - Palmen aus Plastik 2 (con Bonez MC)
- 2019 - Zenit
- 2021 - Zukunft
- 2022 - Palmen aus Plastik 3 (con Bonez MC)
- 2023 - XV